# 크기 정도 (수)

## 10-12이하
- 5×10−324는 대략 IEEE 754 배정밀도 부동소수점 표기에서 표현할 수 있는 가장 작은 양수이다.
- 1×10-100 구골마이넥스
- 1.4012985×10−45는 대략 IEEE 754 단정밀도 부동소수점 표기에서 표현할 수 있는 가장 작은 양수이다.

## 10-8, 0.0000001, 1억 분의 일
- 로또 6/45의 1등 당첨 확률. 1/8145060 ≈ 1.228 × 10−7
- 포커 - 로열 플러시가 나올 확률. 1/649740 ≈ 1.54 × 10−6
- 포커 - 스트레이트 플러시가 나올 확률. 1/64974 ≈ 1.39 × 10−5

## 10-4, 0.0001, 1 모, 만분의 일
- 포커 - 포카드가 나올 확률. 1/4165 ≈ 2.40 × 10−4

## 10-3, 0.001, 1 리
- 포커 - 풀하우스가 나올 확률. 약 1/693.2 ≈ 1.44 × 10−3
- 포커 - 플러시가 나올 확률. 약 1/507.8 ≈ 1.97 × 10−3
- 포커 - 스트레이트가 나올 확률. 약 1/253.8 ≈ 3.92 × 10−3

## 10-2, 0.01, 1 푼
- 포커 - 트리플이 나올 확률: 약 1/46.3 ≈ 0.0211 (2.11%)
- 포커 - 투페어가 나올 확률: 약 1/20.0 ≈ 0.0475 (4.75%)

## 10-1, 0.1, 1 할
- 포커 - 원페어가 나올 확률: 약 1/1.366 ≈ 0.423 (42.3%)

## 100,1, 일
- φ ≈ 1.618034, 황금비
- e ≈ 2.718281828, 자연로그의 밑
- π ≈ 3.141592
- 8. 태양계의 행성 수

## 101,10, 십
- 10. 사람의 손가락 수
- 24. 한글 낱자 수
- 26. 영어 알파벳의 수
- 42. 삶, 우주, 모든 것에 대한 답
- 55. 1~10까지 다 더한 수
- 67. 합성 자모를 포함한 한글 낱자 수.

## 102,100, 백
- 299. 대한민국의 17대 국회의원 정수

## 103,1000, 천
- 서로 구분 가능한 언어와 방언의 수는 대략 6500개이다.
- 5050. 1~100까지 다 더한 수

## 104,10000, 만
- 11172. 현대 한글에서 조합할 수 있는 글자 수.

## 105, 십만
- 평균적인 사람의 머리카락 수는 10만에서 15만 정도이다.
- 500,500. 1~1000까지 다 더한 수
- 700,781. 현재 한국어 위키백과의 문서 수.
- 전쟁과 평화는 564 000 단어.

## 106, 백만
- 2 598 960. 52장의 표준 카드에서 5장짜리 포커 패를 만들 수 있는 경우의 수

## 107, 천만
- 16 777 216. 224 24비트 트루컬러 디스플레이에서 표현할 수 있는 색의 수.
- 50 005 000. 1~10000까지 다 더한 수
- 57 876 000. 대한민국의 인구 수 (2011년 인구 추정 기준)
- 39 916 800. 12!(약 4000만)

## 108, 억
- 14억. 중국의 2011년 추정 인구 수
- 2 147 483 647. 부호가 있는 32비트 정수형 변수가 표현할 수 있는 가장 큰 정수. 메르센 소수이기도 하다.
- 4 294 967 296. 232. 32비트 정수형 변수가 표현할 수 있는 가짓수.
- 70억. 지구 전체의 2011년 추정 인구 수.
- 134억. 우주의 나이
- 1258억. 은하의 개수(2011년 추정)

## 1012, 조
- 1조 : 수의 단위 1조(兆, 1 × 1012)
- 약 22조 : 2016년 현재 계산된 원주율 자리수(2.245916 × 1013)[1]
- 약 60조 : 인간의 몸을 구성하는 세포의 수(6 × 1013)

## 1016, 경
- 1경 : 수의 단위 1경(京, 1 × 1016)
- 약 4325경 : 퍼즐 루빅스 큐브의 가능한 조합(4.325200 × 1019)

## 1020,  해
- 1해 : 수의 단위 1해(垓, 1 × 1020)
- 약 10해 : 전 세계 해변의 모래 수(1 × 1021)
- 약 6022해 : 아보가드로 수(6.0221415 × 1023)

## 1024,  자
- 1자 : 수의 단위 1자(秭, 1 × 1024)
- 약 16자 : 25!(1.551121 × 1025)
- 약 7000자 : 사람 몸을 이루는 원자의 개수(7 × 1027)이다.

## 1028,  양
- 1양 : 수의 단위 1양(壤, 1 × 1028)
- 약 127양 : 2100(1.2676506 × 1030)

## 1032,  구
- 1구 : 수의 단위 1구(溝, 1 × 1032)
- 약 724구 : 퍼즐 알렉산더의 별의 이론상 가능한 최대 조합의 수(7.243171 × 1034)

## 1036,  간
- 약 9 × 1036 : 33!(8.68332 × 1036)
- 약 170 × 1036 : 알려진 가장 큰 이중 메르센 소수({\displaystyle 2^{2^{7}-1}-1})
- 약 340 × 1036 : IPv6의 주소 공간에는 총 2128개의 주소가 들어 갈 수 있다.
- 약 340 × 1036 : IEEE 754 단정밀도 부동소수점 표기에서 표현할 수 있는 가장 큰 양수이다.

## 1040~ 10100
- 무량대수 1068
- 관측 가능한 우주에는 대략 1077개에서 1079개의 원자가 있다.
- 무량대수 1068
- 구골. 10100
- 약 1081. 60!

## 10100이상
- 10120 : 샤논 넘버.
- 21061-1 : 2010년 기준으로 어떠한 소인수도 알려져 있지 않은 가장 작은 메르센 수. 319자리.
- 22048+1 : 2010년 기준으로 완전히 인수분해가 된 가장 큰 페르마 수. 617자리.
- 34790! - 1 : 2010년 기준으로 알려진 가장 큰 계승 소수. 14만 2891자리.
- 21048576+1 : 2010년 기준으로 어떠한 소인수도 알려져 있지 않은 가장 작은 페르마 수. 31만 5653자리.
- 243112609 - 1: 2010년 기준으로 알려진 가장 큰 소수. 1297만 8189자리.
- 243112608×(243112609-1): 2010년 기준으로 알려진 가장 큰 완전수. 2595만 6377자리.
- 28589934592+1 : 2010년 기준으로 소수인지 합성수인지 모르는 가장 작은 페르마 수. 25억 8582만 7973자리.
- 22305843009213693951-1 : 2010년 기준으로 소수인지 합성수인지 모르는 가장 작은 이중 메르센 수. 69경 4127조 9110억 6541만 9642자리.
- 불가설불가설전 10약40정
- 구골플렉스. 1010100
- 그레이엄 수

## 같이 보기
- 수 목록